# U-957
U-957 – niemiecki okręt podwodny (U-Boot) typu VII C z okresu II wojny światowej. Okręt wszedł do służby w 1943 roku. Kolejnymi dowódcami byli: Ltnt. Franz Saar, Oblt. Gerd Schaar. 

## Historia
Wcielony do 5. Flotylli U-Bootów celem szkolenia załogi. Od sierpnia 1943 roku w 3., 11. i 13. Flotylli jako jednostka bojowa.
Podczas 6 patroli bojowych na wodach polarnych zatopił dwa statki o łącznej pojemności 7564 BRT i dwa okręty: łódź patrolową PTC-38 (54 t) oraz radziecką korwetę „Brilliant” (550 t). 30 maja 1944 roku bezskutecznie atakował torpedą akustyczną lotniskowiec HMS „Victorious”.
Okręt wycofano ze służby 21 października 1944 roku po kolizji ze statkiem transportowym (lub – według innych źródeł – z powodu uszkodzeń od lodu). 29 maja 1945 roku przeholowany do Wielkiej Brytanii i tam złomowany.